# Allozelotes dianshi
Allozelotes dianshi är en spindelart som beskrevs av Yin och Peng 1998. Allozelotes dianshi ingår i släktet Allozelotes och familjen plattbuksspindlar. Inga underarter finns listade i Catalogue of Life.